# Auguste Kreutzer
Pour les articles homonymes, voir Kreutzer.
Jean Nicolas Auguste Kreutzer, né le 3 septembre 1778 à Versailles et mort le 31 août 1832 à Paris, est un violoniste et compositeur français.

## Biographie
Auguste Kreutzer reçoit des leçons de violon de son frère Rodolphe Kreutzer (1766-1831) et obtient un premier prix au Conservatoire de Paris en 1801. Il est d'abord musicien à l'orchestre de l'Opéra-Comique à partir de 1798 puis musicien de l'orchestre de l'Opéra de Paris de 1801 jusqu'en 1820, ainsi que de l'orchestre de la Chapelle impériale puis royale jusqu'en 1830. En 1826, il succède à son frère au poste de professeur de violon au Conservatoire.
Il fut inhumé au cimetière du Père-Lachaise à Paris (13e division). Sa tombe, dans laquelle reposait aussi son épouse Marie Péan (1783-1846), fille naturelle de Talma, fut reprise par l'Administration des cimetières et détruite en 2004.
Leur fils, le compositeur et critique musical Léon Kreutzer (1817-1868), repose au cimetière d'Épinay-sur-Seine avec son épouse née Clémence Kautz, morte en 1869.

## Œuvres
Comme compositeur on lui doit principalement des œuvres pour son instrument :
- deux concertos pour violon ;
- trois sonates pour violon et basse ;
- deux séries de 3 duos concertants pour deux violons ;
- plusieurs airs variés et solos pour violon, dont un concertino réédité au XXe siècle[8].